# Orazi (cognome)
Orazi è un cognome di lingua italiana.

## Varianti
D'Orazio, Dorazio, Orazietti, Orazio.

## Origine e diffusione
Cognome tipicamente panitaliano, è presente prevalentemente in Italia centro-meridionale.
Potrebbe derivare dal prenome Orazio.
Le varianti D'Orazio e Dorazio sono marchigiane.

## Persone
- Carlo Orazi (1673-1755) – presbitero e missionario italiano
- Orazio Orazi (1848-1912) – pittore e presbitero italiano
- Spartaco Orazi (1902-1941) – calciatore, velocista e dirigente sportivo italiano